# Fortunio Liceti
Fortunio Liceti (Rapallo, 3 ottobre 1577 – Padova, 16 giugno 1657) è stato un medico, filosofo e scienziato italiano, allievo ed erede di Cesare Cremonini.

## Biografia
Secondo una leggenda locale Fortunio Liceti nacque prematuro (6 mesi), venendo alla luce su una nave presa da tempesta lungo le coste tra Recco e Rapallo. Sempre secondo la tradizione orale suo padre, che era un medico famoso, lo mise in una scatola di cotone dentro un forno, come si faceva per far schiudere le uova, inventando così il prototipo della moderna incubatrice. Dopo aver compiuto i primi studi letterari nella sua città natale, Rapallo, venne inviato a Bologna per compiere e approfondire gli studi legati alla filosofia e alla medicina.

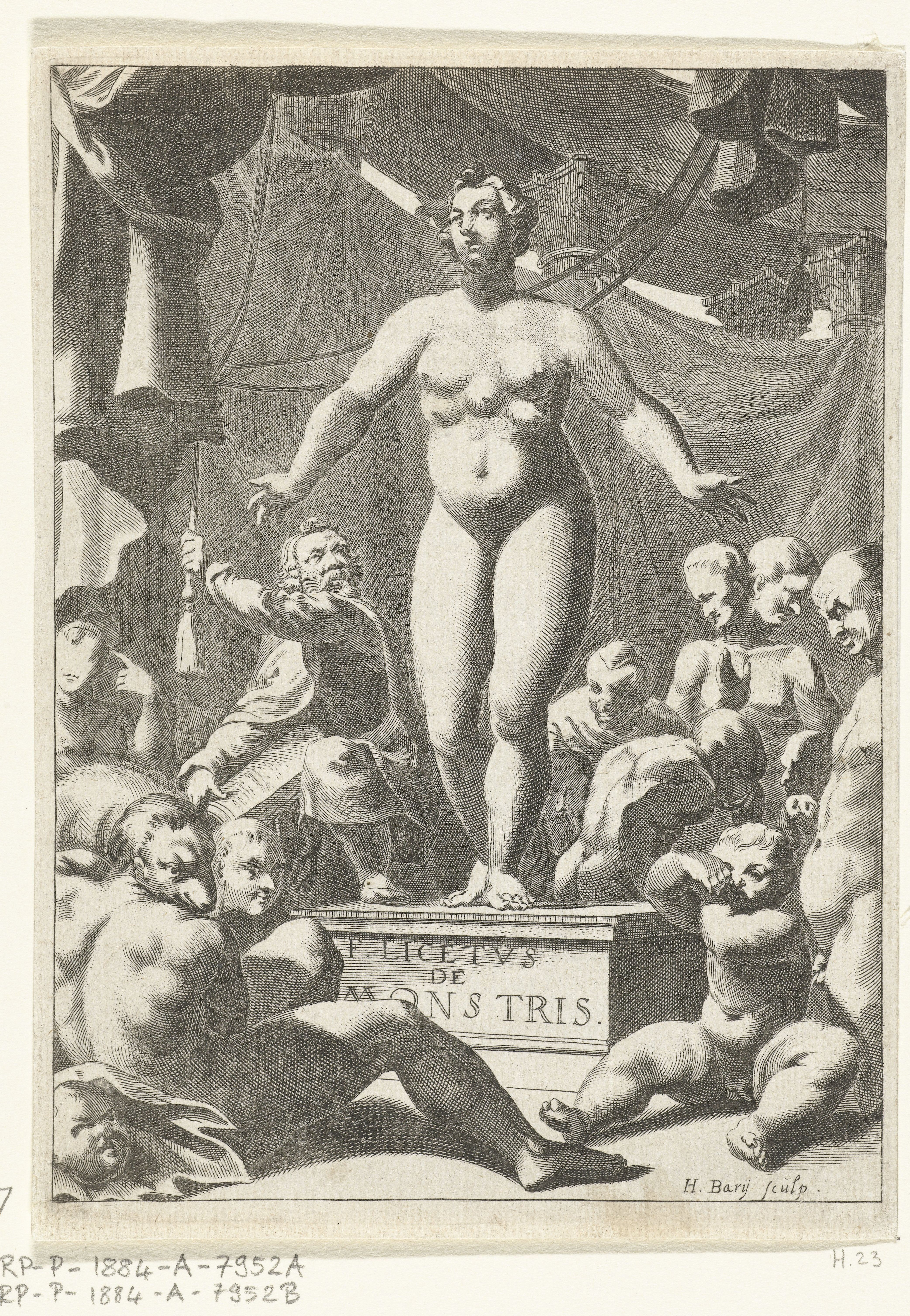
Frontespizio della terza edizione del De monstruorum natura, caussis, natura, et differentiis libri duo, Amsterdam, Andreas Frisius, 1665.

 Intorno al 1600, conclusi i corsi scientifici nella città bolognese, si trasferì nella città toscana di Pisa dove insegnò presso l'università dal 1600 al 1609 logica e filosofia.
Il 25 agosto 1609 ottenne la cattedra di filosofia presso l'Università di Padova. Passato all'Università di Bologna, dove dal 1637 occupò la cattedra di filosofia ordinaria, il 28 settembre 1645 fece ritorno a Padova dove gli fu assegnata la cattedra di medicina teorica ordinaria presso l'università. Il 10 aprile 1619 fu ascritto all'Accademia dei Ricovrati (oggi Accademia Galileiana di scienze, lettere ed arti).
(Enrico Berti, op. cit., pag. 538)
Morì a Padova il 16 giugno 1657 e fu sepolto nella chiesa di Sant'Agostino, rasa al suolo nel 1819 su ordinanza del governo austriaco.
Nella sua vita scrisse numerose opere di filosofia naturale e di medicina, tra le quali i due libri più famosi intitolati De monstruorum causis, natura et differentis, stampati nel 1616, più volte riediti (Padova 1634, con l'aggiunta di numerose illustrazioni, Amsterdam 1665 e Padova 1668, con aggiunte di Gerard Blaes) e tradotti in francese, nei quali riprese le soluzioni aristoteliche sul problema delle anomalie genetiche, e i quattro volumi De spontaneo viventium ortu, nel 1618, nei quali sostenne la generazione spontanea degli animali inferiori.
Altri testi importanti per la ricerca furono i volumi De lucernis antiquorum reconditis, scritto nel 1621 e apprezzato da Claudius Berigardus, e la Silloge Hieroglyphica, sive antiqua schemata gemmarum anularium del 1653. Trattò inoltre la questione dell'anima delle bestie nel De feriis altricis animae del 1631.
Le sue opere furono chiaramente ispirate ad Aristotele, in particolare gli studi sul problema della generazione vivente e sul cosmo, entrando talvolta in contrasto con Galileo Galilei, specialmente per quanto riguarda la struttura dei cieli e della Luna, che Liceti considerava una sfera perfetta e trasparente la cui luminosità non era un riflesso della luce solare, ma veniva generata al suo interno. Al centro di questo dissenso cosmologico, c'era, infatti, il tentativo di spiegare il fenomeno luminescente della pietra di Bologna, che Liceti considerava un frammento di materia lunare. Alcuni scritti del Liceti rimasero inediti a causa delle ampie discussioni riportate sulle novità astronomiche del XVII secolo.
Nel 1777 la città di Padova ed il nobile genovese Carlo Spinola di Roccaforte resero omaggio al filosofo facendo erigere una statua in marmo scolpita dallo scultore padovano Francesco Rizzi.
A Rapallo, sua città natale, vi è dedicata una via nel centro storico e l'intitolazione dell'Istituto Superiore Tecnico cittadino.
Gli è stato dedicato il cratere Licetus sulla Luna.

## Opere principali

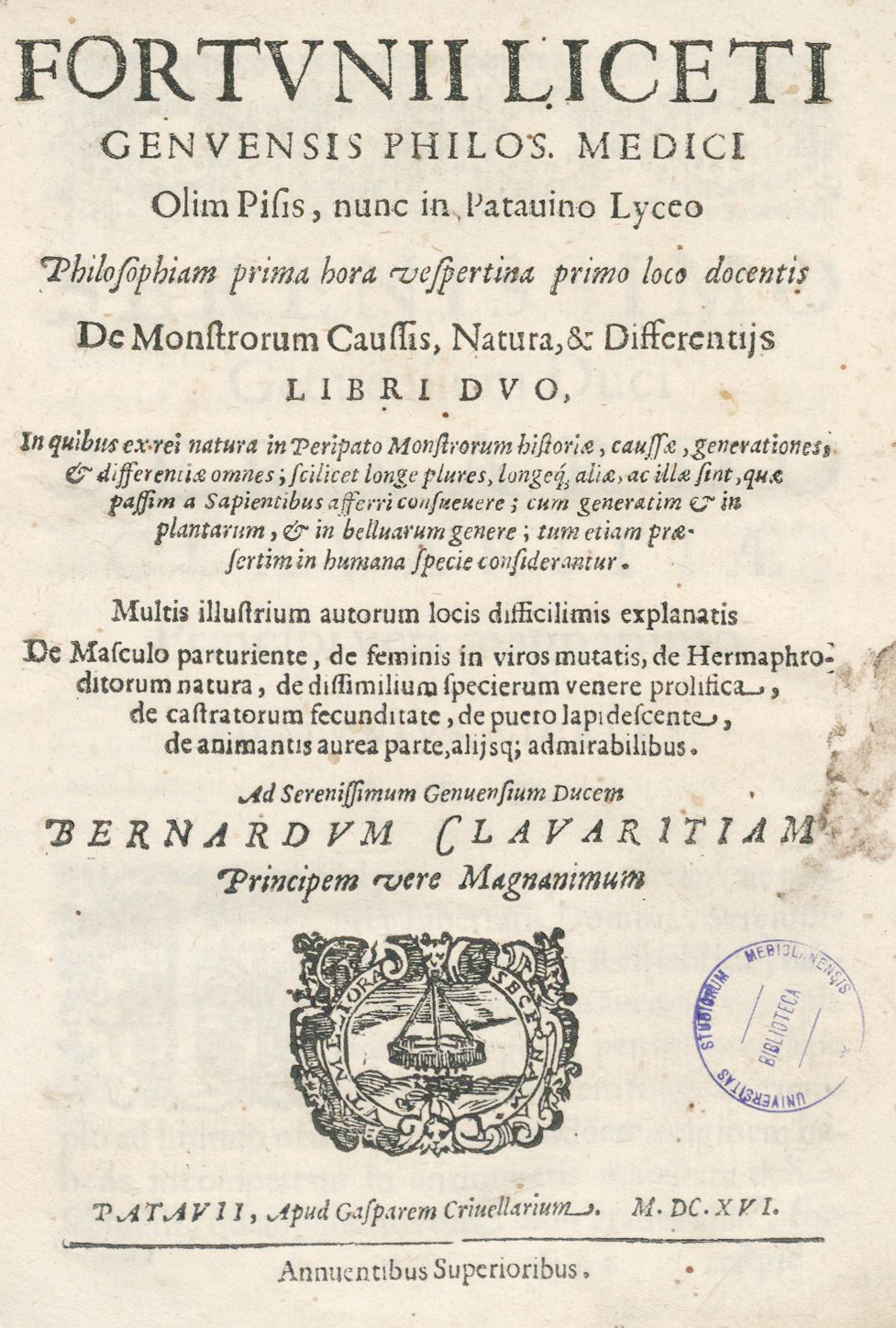
De monstrorum causis, natura, et differentiis libri duo, 1616

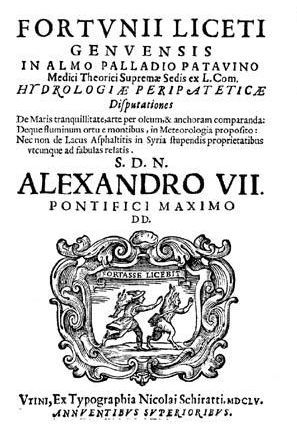
Hydrologiae peripateticae, 1655

- (LA) Fortunio Liceti, De regulari motu minimaque parallaxi cometarum caelestium disputationes, Vtini, Nicola Schiratti, 1611. URL consultato il 19 giugno 2015.
- (LA) Fortunio Liceti, De monstrorum causis, natura, et differentiis libri duo, Padova, Gaspare Crivellari, 1616.
- (LA) Fortunio Liceti, De spontaneo viventium ortu, Vicetiae, Domenico Amadio, Francesco Bolzetta, 1618. URL consultato il 19 giugno 2015.
- (LA) Fortunio Liceti, Encyclopaedia ad aram mysticam Nonarii Terrigenae, Patauii, Gaspare Crivellari, 1630. URL consultato il 10 febbraio 2019.
- Fortunio Liceti, De feriis altricis animae nemeseticae disputationes, 1631.
- Fortunio Liceti, Allegoria peripatetica de generatione, amicitia, et privatione in aristotelicum aenigma elia lelia crispis, 1630.
- Fortunio Liceti, Ad aram lemniam Dosiadae, poëtae vetustissimi et obscurissimi, encyclopaedia, Parisiis : apud C. Cottard , 1635
- (LA) Fortunio Liceti, Ad Syringam publilianam encyclopaedia, Patauii, Livio Pasquato, Giacomo Bortolo, 1635. URL consultato il 10 febbraio 2019.
- (LA) Fortunio Liceti, Ad Epei Securim Encyclopaedia Fortunii Liceti Genuensis philosophi, ac medici, Bononiae, Giacomo Monti, 1637. URL consultato il 10 febbraio 2019.
- (LA) Fortunio Liceti, De centro et circumferentia, Vtini, Nicola Schiratti, 1640. URL consultato il 19 giugno 2015.
- (LA) Fortunio Liceti, De luminis natura et efficientia, Vtini, Nicola Schiratti, 1640. URL consultato il 19 giugno 2015.
- (LA) Fortunio Liceti, Litheosphorus, siue De lapide Bononiensi lucem in se conceptam ab ambiente claro mox in tenebris mire conservante, Vtini, Nicola Schiratti, 1640. URL consultato il 19 giugno 2015.
- (LA) Fortunio Liceti, Ad alas amoris diuini a Simmia Rhodio compactas, Patavii, Giulio Crivellari, 1640. URL consultato il 10 febbraio 2019.
- (LA) Fortunio Liceti, De lucidis in sublimi ingenuarum exercitationum liber, Patauii, Giulio Crivellari, 1641. URL consultato il 19 giugno 2015.
- Fortunio Liceti, De Lunae Subobscura Luce prope coniunctiones, 1641.
- (LA) Fortunio Liceti, Hieroglyphica, Patavii, Sebastiano Sardi, 1653. URL consultato il 19 giugno 2015.
- (LA) Fortunio Liceti, Hydrologiae peripateticae disputationes, Vtini, Nicola Schiratti, 1655. URL consultato il 19 giugno 2015.
- (LA) Fortunio Liceti, Ad syringam a Theocrito Syracusio compactam et inflatam Encyclopaedia, Vtini, Nicola Schiratti, 1655. URL consultato il 10 febbraio 2019.

## Citazioni letterarie
Nel suo famoso e colossale romanzo Vita e opinioni di Tristram Shandy, gentiluomo, lo scrittore irlandese Laurence Sterne cita la fortunosa vicenda dello scienziato e filosofo italiano: "Liceti (Fortunio), sebbene tutti sappiano che nacque ancora allo stato fetale, di non più di cinque pollici e mezzo di lunghezza, toccò tuttavia in letteratura quelle altezze sbalorditive, che gli permisero di scrivere un libro con un titolo lungo come lui- gli eruditi sanno che mi riferisco alla sua Gonopsychanthropologia, sull'origine della natura umana" (Milano, Arnoldo Mondadori Editore, 1992, vol.IV, cap.X, pag.277).